# Manuel-Anxo Laxe Freire
Manuel-Anxo Laxe Freire (Duarría, Terra Chá de Lugo, 1944-2006) fou un escriptor gallec.
Va seguir els primers estudis a la ciutat de Lugo, on va cursar la carrera de magisteri. Va exercir aquesta professió per diverses viles de Galícia durant cinc anys. Posteriorment es va llicenciar en filologia romànica i després en filologia anglesa a la Universitat de Santiago.
Va publicar les novel·les Loita e morte (1986) i Semente de onte (1994).
Va traduir al gallec autors clàssics anglesos, com Dylan Thomas, i americans, com Herman Melville i Henry James.